# Sensualidad

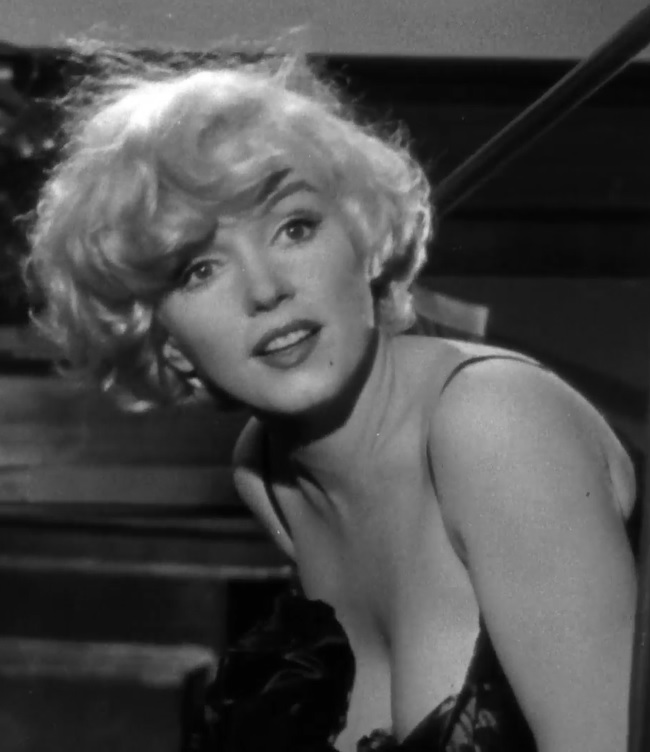
Captura de pantalla recortada de Marilyn Monroe del tráiler de la película Con faldas y a lo loco.

La sensualidad es la cualidad, facultad o habilidad que posee una determinada persona, la cual provoca o conlleva a una reacción emocional de otra, la sensualidad se asocia a la personalidad y a la apariencia física, 
alguien que es sensual muestra o expresa un gran gusto por los placeres físicos o la satisfaccion, especialmente los placeres sexuales, si bien, en muchos casos ellos mismos no se dan cuenta, el magnetismo personal que se desprende de estas personas es muy envolvente y al entrar en contacto con ellas puede sentirse absorbido.
La sensualidad que se irradia proviene de dos fuentes diferentes; una se encuentra en el interior y la segunda en el exterior.
El poder sensual interior (facultad para emocionar o erotizar) proviene de los pensamientos, de la energía sexual, de los sentimientos y del magnetismo personal, es decir, de la personalidad.

## Etimología
Se cree que la palabra sensual fue inventada por Milton (1641) en un intento deliberado de evitar los matices sexuales de lo sensual y la fonética proviene del Inglés medio tardío (en el sentido "sensorial"): del latín tardío sensualis, de sensus (ver sentido).